# 600-609
De jaren 600-609 (van de christelijke jaartelling) zijn een decennium in de 7e eeuw.

## Gebeurtenissen
- ca. 600: De wereldbevolking telt circa 208 miljoen mensen.

Byzantijnse Rijk
- 602: De slechte afhandeling van de Balkanoorlog (582-602) leidt tot opstand in het Byzantijnse leger. Een zekere Phocas wordt uitgeroepen tot keizer. Keizer Mauricius wordt vermoord.
- 602: Als de Sassanidische koning Khusro II verneemt dat zijn vriend keizer Mauricius is vermoord, breekt er een nieuwe Romeins-Perzische oorlog uit, de Byzantijns-Sassanidische oorlog (602-628).

Europa
- 601: Paus Gregorius verheft Augustinus van Canterbury tot metropoliet van het zuidelijk deel van de Britse eilanden. Aanvullende missionarissen worden uit Rome naar het koninkrijk Kent gezonden, zij brengen een pallium voor Augustinus mee.
- De koningen van Kent, Essex en East-Anglia laten zich door Augustinus dopen.
- 603: Paus Gregorius I blijkt een groot diplomaat. Hij steunt openlijk de nieuwe keizer Phocas en slaagt erin de Longobardische koning Agilulf te bekeren tot het katholicisme. Hij krijgt het vertrouwen van beide heersers, die het beheer over de stad Rome aan hem toevertrouwen.

Azië
- Prins-regent Shotoku Taishi gaat zich concentreren op de hervorming van de nationale bureaucratie van Japan. Zijn twee belangrijkste verwezenlijkingen zijn het invoeren van het rangenstelsel Twaalf Hofrangen in 603 en het afkondigen van de Grondwet in zeventien artikelen in 604.

Wetenschappen
- Isidorus van Sevilla begint aan zijn Etymologiae, een encyclopedie over woordherkomst.

## Heersers

### Europa
- Beieren: Tassilo I (ca. 591-610)
- Byzantijnse Rijk: Mauricius (582-602), Phocas (602-610)
  - exarchaat Ravenna: Callinicus (598-603), Smaragdus (603-611)
- Engeland en Wales
  - Bernicia: Aethelfrith (593-616)
  - Deira: Æthelric (589-604), Aethelfrith van Bernicia (604-616)
  - Elmet: Ceredig ap Gwallog (590-616)
  - Essex: Sledda (587-604), Sæberht (604-616)
  - Gwynedd: Iago ap Beli (ca. 599-613)
  - Kent: Æthelberht (590-616)
  - Mercia: Pybba (593-606), Cearl (606-626)
  - Wessex: Ceolwulf (597-611)
- Franken
  - Austrasië: Theodebert II (596-612)
  - Neustrië: Chlotharius II (584-629)
  - Bourgondië: Theuderik II (596-613)
- Longobarden: Agilulf (591-616)
  - Benevento: Arechis I (591-641)
  - Spoleto: Ariulf (592-602), Theodelap (602-650)
- Visigoten: Reccared I (586-601), Leova II (601-603), Witterich (603-610)

### Azië
- Chenla (Cambodia): Mahendravarman (600-616)
- China (Sui): Sui Wendi (581-604), Sui Yangdi (604-618)
- Göktürken (westelijk deel): Tardu (575-602)
- India
  - Chalukya: Mangalesa (597-609), Pulakesin II (609-642)
  - Pallava: Mahendravarman I (600-630)
  - Noord-India: Harsha (606-647)
- Japan: Suiko (593-628)
- Korea
  - Koguryo: Yongyang (590-618)
  - Paekche: Beop (599-600), Mu (600-641)
  - Silla: Jinpyeong (579-632)
- Perzië (Sassaniden): Khusro II (590-628)
- Tibet: Namri Songtsen (601-617)
- Vietnam (Vroegere Ly-dynastie): Ly Nam De II (571-602)

### Religie
- paus: Pelagius II (579-590), Gregorius I (590-604), Sabinianus (604-606), Bonifatius III (607), Bonifatius IV (608-615)
- patriarch van Alexandrië (Grieks): Eulogius I (581-607), Theodorus I (607-609)
- patriarch van Alexandrië (Koptisch): Damianus (569-605), Anastasius (605-616)
- patriarch van Antiochië (Grieks): Anastasius II (599-610)
- patriarch van Antiochië (Syrisch): Athanasius I Gammolo (595-631)
- patriarch van Constantinopel: Cyriacus (596-606), Thomas I (607-610)
- patriarch van Jeruzalem: Amos (594-601), Isaak (601-609), Zacharias (609-632)

<< · 600 · 601 · 602 · 603 · 604 · 605 · 606 · 607 · 608 · 609 · >>
<< · 600-609 · 610-619 · 620-629 · 630-639 · 640-649 · 650-659 · 660-669 · 670-679 · 680-689 · 690-699 · >>